# Martinair

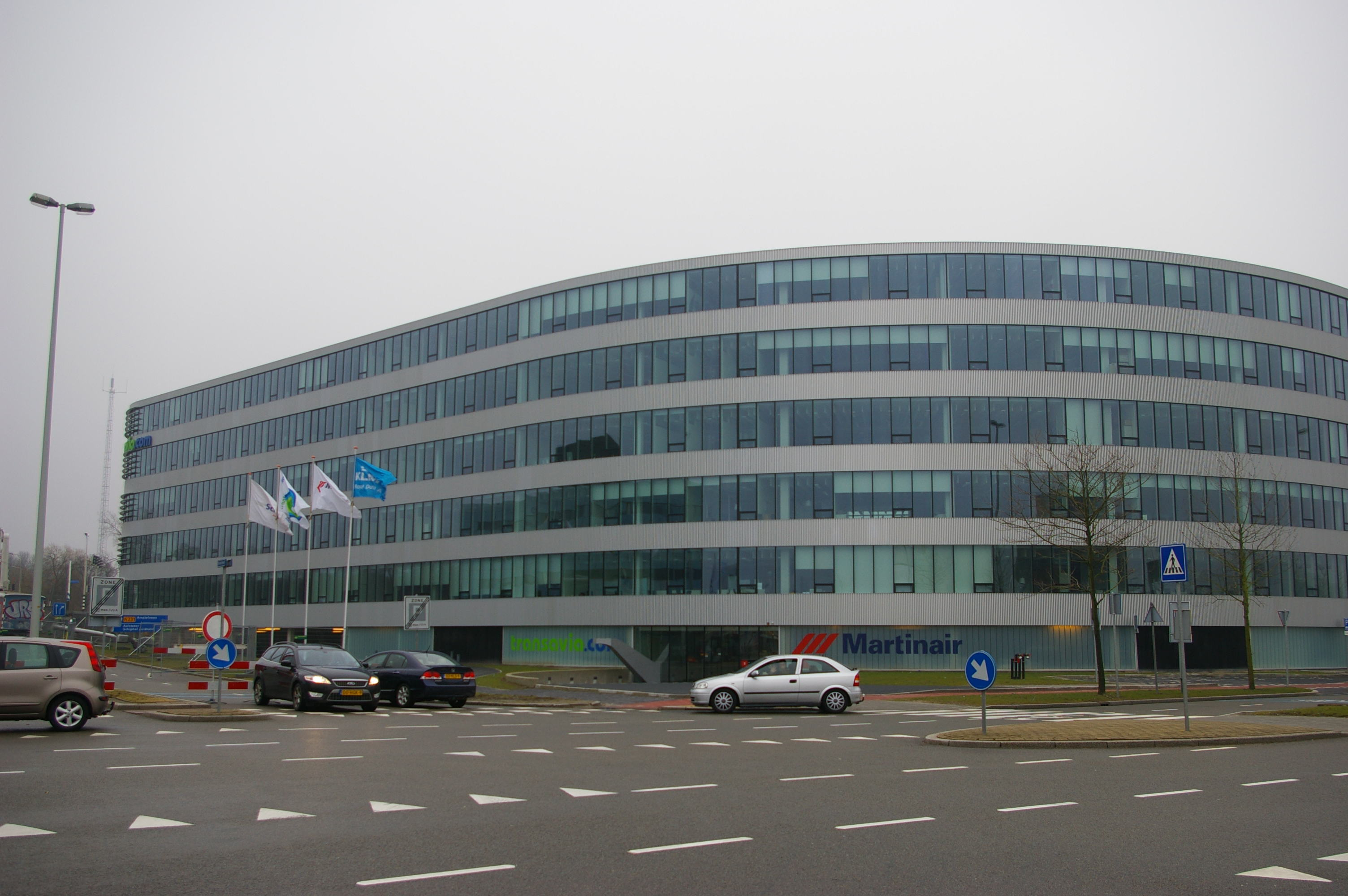
TransPort Building - La sede di Martinair e Transavia.com

Martinair, legalmente Martinair Holland N.V., è una compagnia aerea cargo olandese con sede e hub all'aeroporto di Amsterdam Schiphol e una sussidiaria del gruppo Air France-KLM. La compagnia è stata fondata nel 1958 da Martin Schröder. Dal 2011, Martinair opera interamente come compagnia aerea cargo con servizi di linea e charter verso destinazioni in tutto il mondo. Prima di tale data erano operati anche voli passeggeri.

## Storia

### Nei primi anni
La compagnia aerea venne fondata il 24 maggio 1958 come Martin's Air Charter (MAC), da Martin Schröder e John Block, con un aereo, un de Havilland Dove e cinque dipendenti. Nel 1963, Schröder vendette in parti uguali il 49% della compagnia a quattro azionisti (12,25% ciascuno, che alla fine si unirono come Nedlloyd). KLM avrebbe successivamente acquistato più del 50% della proprietà del signor Schröder.
Il nome fu cambiato in Martinair Holland nel 1966. Una sana spinta arrivò nel 1967 con l'apertura dell'attività verso gli Stati Uniti. Dal 1971, Martinair cominciò ad utilizzare solo aerei a reazione.
Nel 1991 fu introdotto il primo aereo con il nome Martinair Cargo e Holland fu cancellato da tutti gli aerei. Nel 1996, Martinair acquistò una partecipazione del 40% nel vettore cargo colombiano TAMPA Cargo, con sede a Medellín, che aumentò al 58% nel 2003. La quota venne venduta nel febbraio 2008 ad Avianca, una compagnia colombiana.
Il presidente e amministratore delegato di Martinair, Martin Schröder, che ricevette il Tony Jannus Award nel 1995 per i suoi contributi all'aviazione commerciale, si ritirò nel 1998. Nello stesso anno, la Commissione europea a Bruxelles rifiutò l'offerta di KLM di acquistare le azioni di Nedlloyd, che avrebbero reso KLM l'unico proprietario.
Il primo McDonnell Douglas MD-11 venne consegnato nel dicembre 1994. Nel corso dei tre anni successivi, altri sei MD-11 nuovi di zecca furono consegnati a Martinair. In totale vennero consegnati quattro McDonnell Douglas MD-11CF (convertibili) e due -11F. Martinair era il cliente di lancio della versione convertibile. Nel 2004, un altro MD-11F, precedentemente di proprietà di Swissair, si aggiunse alla flotta dopo un processo di conversione. Dal 1995 al 2006 alcuni degli MD-11 convertibili vennero riconfigurati per il trasporto di passeggeri nei picchi durante il periodo estivo. La configurazione passeggeri era dotata di 390 posti a sedere. Dopo il 2006, la domanda diminuì e Martinair non ha più avuto bisogno di posti extra.

### Sviluppo dagli anni 2000
Nel 2006, Martinair ha acquistato quattro Boeing 747-400 da Singapore Airlines. Questi aerei passeggeri sono stati convertiti in versione cargo per sostituire i vecchi Boeing 747-200F.
Nel giugno 2007, Martinair annunciò di volere un unico azionista, preferibilmente KLM, e nel 2008 è stata ottenuta l'autorizzazione dalla Commissione Europea. Il trasferimento delle restanti azioni è avvenuto il 31 dicembre 2008. Nel novembre 2007, Martinair ha cessato le sue operazioni a corto raggio per concentrarsi sulle attività cargo e sui voli intercontinentali.
Nel 2009, tre dei quattro 747 sono stati immagazzinati a causa della crisi economica. Nel settembre 2010 è stata annunciata una ristrutturazione che ha comportato la sospensione di tutti i servizi passeggeri a partire dal novembre 2011, in parte rilevati da KLM, laciando solo i servizi merci. Nel novembre 2010, la Commissione europea ha inflitto a Martinair un'ammenda di 29,5 milioni di euro, a seguito di un'indagine sulla fissazione dei prezzi.
Alla fine del 2010, due dei 747-400 erano stati affittati ad Air Cargo Germany. Il restante 747 (PH-MPS) è tornato in servizio nel maggio 2011 con una combinazione di colori senza titolo, perché Martinair non era ancora sicura se l'aereo sarebbe rimasto operativo.
Nell'ottobre 2011, Martinair ha cessato il servizio passeggeri, che aveva operato sin dalla sua fondazione nel 1958. Martinair aveva un servizio passeggeri in tutta Europa, Americhe, Asia e Africa da Amsterdam. L'ultimo volo passeggeri ha avuto luogo il 31 ottobre 2011, lasciandolo solo come vettore merci .
Nel marzo 2015, Air France-KLM ha annunciato l'intenzione di ridurre le proprie operazioni cargo. Pertanto, tutti i McDonnell Douglas MD-11F di Martinair sono stati gradualmente dismessi entro il 2016 senza sostituzione. Inoltre, 330 posti di lavoro sono stati tagliati a causa del ridimensionamento.

## Società

### Uffici
Martinair ha la sua sede principale nell'edificio TransPort, Schiphol East, nell'area dell'aeroporto di Amsterdam Schiphol, Haarlemmermeer, Paesi Bassi. Martinair si è trasferita nella sua attuale sede principale il 4 giugno 2010. L'edificio TransPort, sviluppato da Schiphol Real Estate, ospita sia Martinair che Transavia, trasferitasi a TransPort il 3 maggio 2010.
La costruzione dell'edificio, di oltre 10.800 metri quadrati di spazio affittabile, è iniziata il 17 marzo 2009. Il gruppo Schiphol e lo studio di architettura Paul de Ruiter hanno progettato l'edificio, mentre De Vries e Verburg, una società di Stolwijk, lo hanno costruito. Il Dutch Green Building Council ha assegnato il suo primo certificato BREEAM-NL (Building Research Establishment Environmental Assessment Method) a Schiphol Real Estate per la costruzione del TransPort Building. Nel 2011, il Green Building Council degli Stati Uniti ha assegnato a TransPort la certificazione LEED (Leadership in Energy and Environmental Design).
La compagnia aerea occupava in precedenza il Centro Schiphol (olandese: Schiphol Centrum) all'aeroporto di Schiphol. Dopo che Martinair si è trasferita nel nuovo edificio, ha venduto la sua vecchia sede centrale all'aeroporto.
Oltre alla sua sede presso l'aeroporto di Amsterdam Schiphol, Martinair gestisce uffici in tutto il mondo. Il primo ufficio internazionale è stato aperto a Hong Kong nel 1975. Martinair USA, poi Martinair Americas originariamente operava a New York City, ma l'ufficio operativo USA venne trasferito a Boca Raton, Florida, nell'area metropolitana di Miami nel 1993. Questo ufficio venne spostato di nuovo e si trova attualmente a Doral, in Florida, nell'area di Miami.

### Sussidiarie
La Martinair Flight Academy era una scuola di volo che aveva sede all'aeroporto di Lelystad sia per l'addestramento di piloti privati che per l'addestramento di piloti di trasporto aereo. È stata spostata all'aeroporto di Groningen nella primavera del 2020 durante la pandemia di COVID per essere integrata con la KLM Flight Academy. Al momento in cui si sono trasferiti a Groningen, MFA gestiva una flotta di quattro Socata TB-10 (registrati PH-MLO, PH-MLQ, PH-MLR e PH-MLS), due Socata TB-20 (registrati PH-MLK e PH -MLL)  e un singolo Diamond DA-42NG (registrato PH-MFA), che è stato aggiunto alla flotta nel 2011. Formazione aggiuntiva è stata fornita da un simulatore MCC Alsim 200 FNPT-II.
Inoltre, Martinair gestisce il Regional Jet Center, un centro di servizi tecnici per la manutenzione degli aeromobili.

## Servizi
Servizi offerti ai passeggeri fino al 31 ottobre 2011, data alla quale la Martinair ha cessato l'attività di trasporto passeggeri.

### Frequent flyer
- Flying Blue (dal 1º maggio 2009 al 31 ottobre 2011)

### Classi di viaggio
- Erano offerte due classi di viaggio, inoltre era previsto uno speciale spazio per bambini[24]:
  - Martinair Comfort Class
  - Martinair Economy Class
  - Kids corner

### Destinazioni passeggeri 2009
11 destinazioni passeggeri raggiunte da Amsterdam nel network Summer 2009:
- Aruba: Oranjestad (Queen Beatrix International Airport)
- Cuba: Havana (José Martí International Airport), Varadero (Juan Gualberto Gómez Airport)
- Antille Olandesi: Willemstad/Curaçao (Hato International Airport)
- Rep. Dominicana: Puerto Plata (Gregorio Luperón International Airport), Punta Cana (Punta Cana International Airport)
- Messico: Cancún (Cancun International Airport)
- Stati Uniti: Miami (Miami International Airport)
- Canada: stagionale Toronto (Pearson International Airport), Vancouver (Vancouver International Airport)
- Costa Rica: stagionale San Jose (Juan Santamaría International Airport)

## Flotta

### Flotta attuale

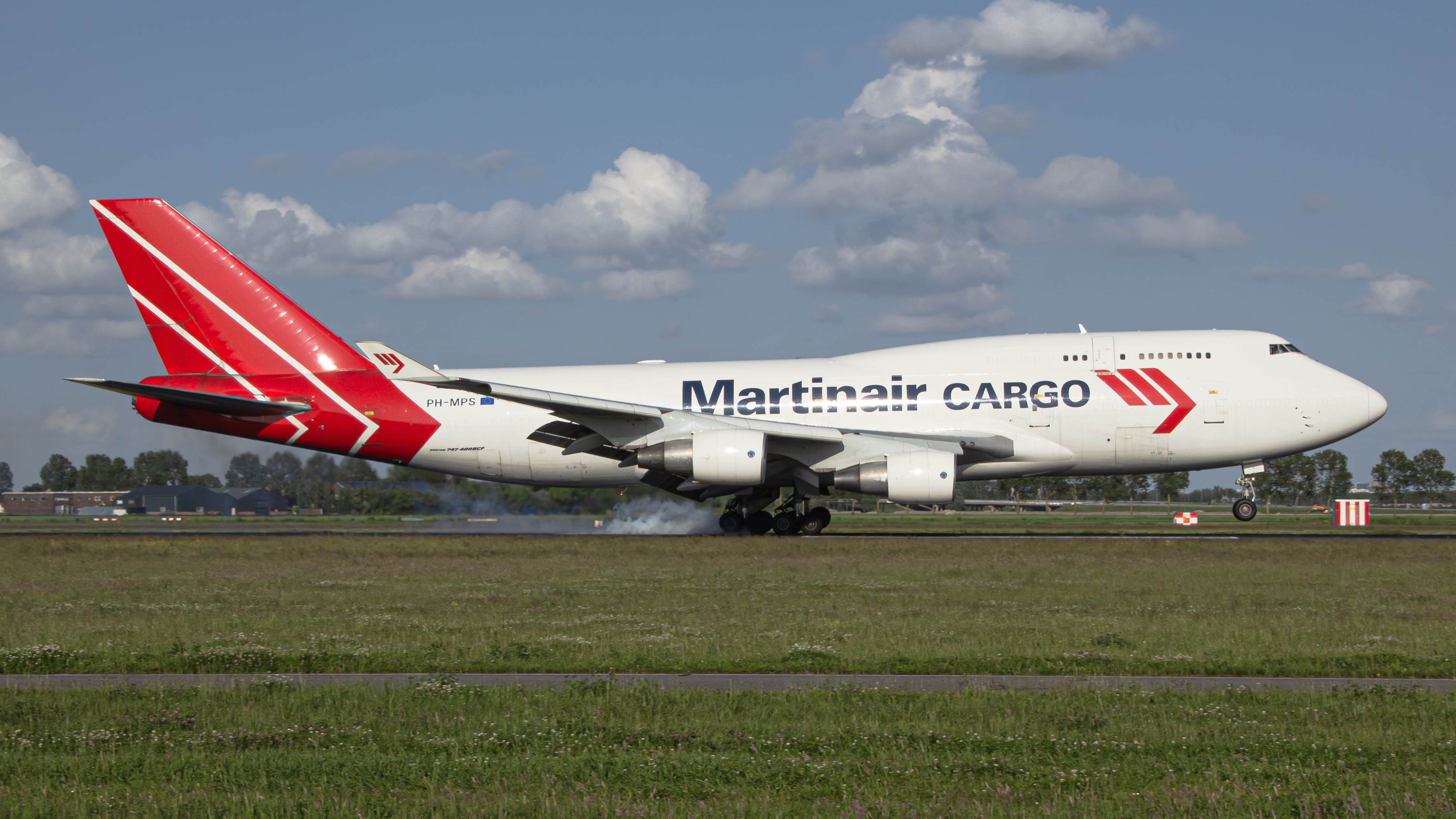
Il Boeing 747-400(BCF).

Ad agosto 2024 la flotta di Martinair è così composta:

### Flotta storica

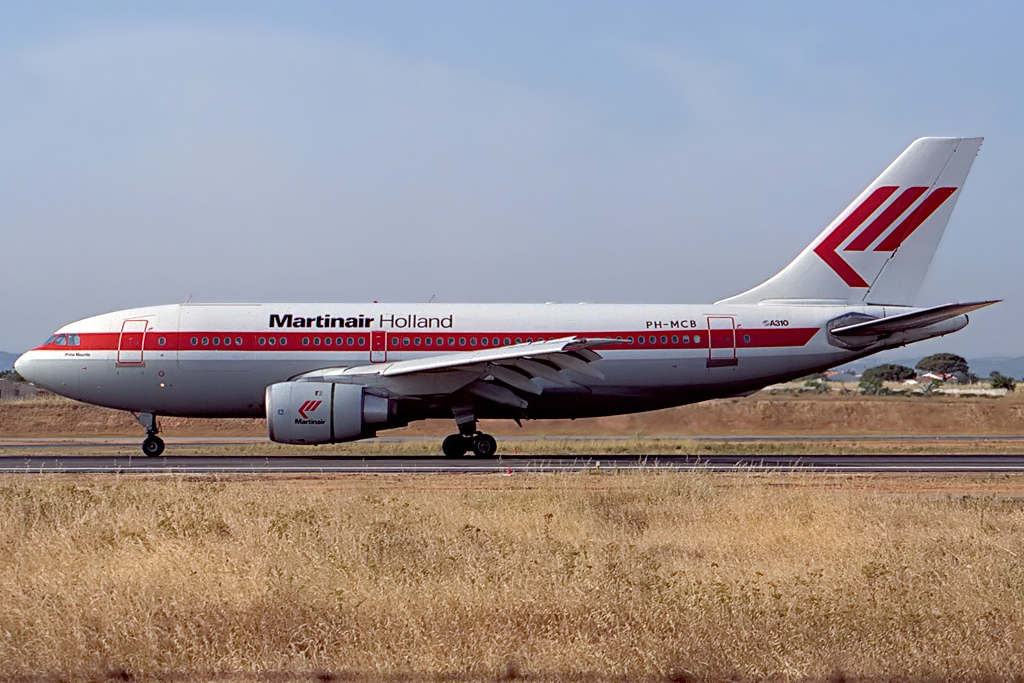
Un Airbus A310-200.

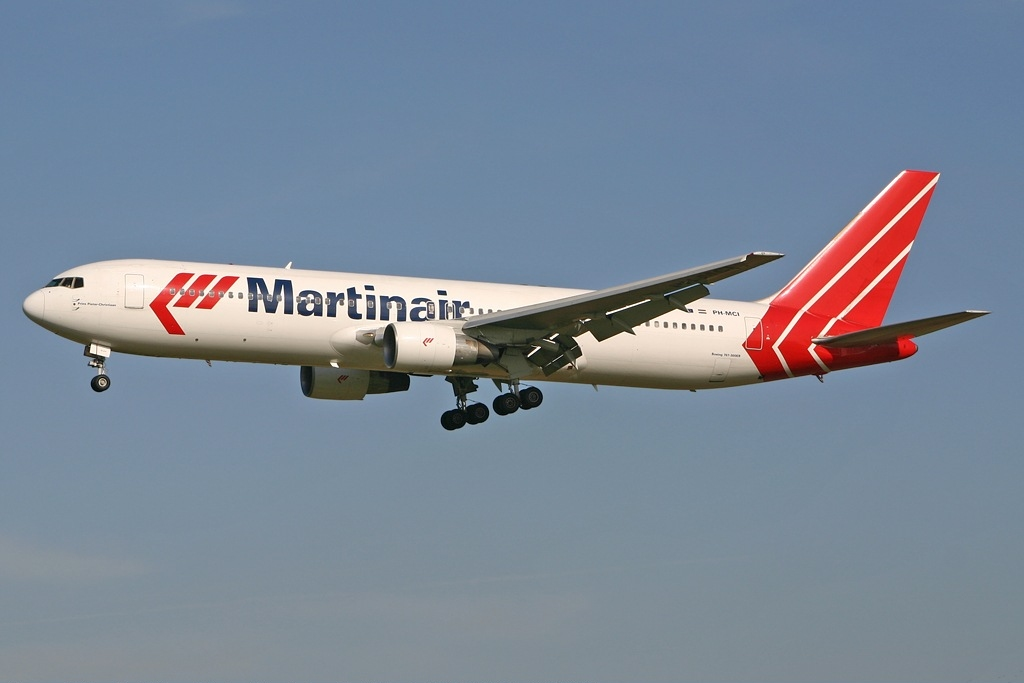
Un Boeing 767-300ER.

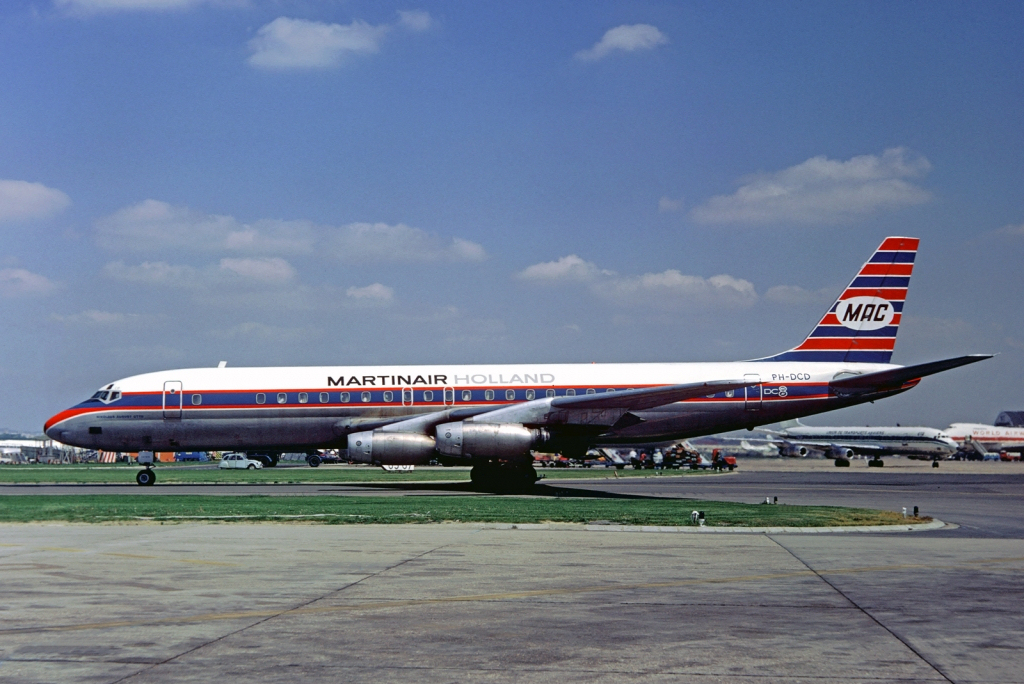
Un Douglas DC-8-30.

Martinair operava in precedenza con i seguenti aeromobili:

## Incidenti
- Il 4 dicembre 1974, il volo Martinair 138, un Douglas DC-8-55, si schiantò contro una montagna poco prima dell'atterraggio, uccidendo tutte le 191 persone a bordo, tra cui c'erano 182 pellegrini hajj indonesiani diretti alla Mecca e 9 membri dell'equipaggio. Gli investigatori furono del parere che ciò fosse il risultato della dipendenza dai sistemi radar Meteo e Doppler a bordo del velivolo PH-MBH, che lasciò spazio a interpretazioni errate.[29]
- Il 21 dicembre 1992, il volo Martinair 495, un McDonnell Douglas DC-10-30CF, si schiantò durante l'atterraggio all'aeroporto di Faro in condizioni meteorologiche avverse. L'aeromobile trasportava 13 membri dell'equipaggio e 327 passeggeri, principalmente olandesi che si recavano in vacanza. Persero la vita 54 passeggeri e 2 membri dell'equipaggio. 106 degli altri occupanti rimasero gravemente feriti.[30]
- L'8 luglio 2019, un Boeing 747-400 operante come volo 8372 da Johannesburg ad Harare, perse parte dei flap durante l'avvicinamento all'aeroporto di destinazione. L'aereo atterrò in sicurezza e alla fine venne riparato.[31]
- Il 14 gennaio 2020, il volo Martinair 6912, un Boeing 747-400, fu ispezionato da funzionari doganali all'aeroporto di Buenos Aires-Ministro Pistarini, Argentina, trovando 84 kg di cocaina nascosti tra i pallet di carico.[32]